# Hrvatska na MI 1997.
Hrvatska se je natjecala na Sredozemnim igrama koje su se održale u Bariju u Italiji od 13. do 25. lipnja 1997. godine. Ovo je bilo drugo uzastopno samostalno sudjelovanje Republike Hrvatske na Mediteranskim igrama, 12. ukupno.
Po broju osvojenih odličja Hrvatska je bila na 6. mjestu. Za Hrvatsku je nastupalo ... natjecatelja.